# لياندرو دومينغيش
لياندرو دومينغيش (بالبرتغالية: Leandro Domingues) (24 أغسطس 1983–1 أبريل 2025)؛ هو لاعب كرة قدم سابق كان يلعب كلاعب وسط.

## وصلات خارجية
- لياندرو دومينغيش على موقع الاتحاد الدولي (مؤرشف)  (الإنجليزية)
- لياندرو دومينغيش على موقع رابطة كرة القدم اليابانية للمحترفين (اليابانية)
- لياندرو دومينغيش على موقع قاعدة بيانات كرة القدم.إي يو (الإنجليزية)
- لياندرو دومينغيش على موقع Soccerway.com (الإنجليزية)
- لياندرو دومينغيش على موقع عالم كرة القدم.نت (الإنجليزية)